# Thorkil Kristensen
Pour les articles homonymes, voir Kristensen.
Thorkil Kristensen, né le 9 octobre 1899 à Vejle (Danemark) et mort le 26 juin 1989 à Birkerød (Danemark), est un homme politique danois membre du parti Venstre, ancien ministre et ancien député au Parlement (le Folketing). Il a également été secrétaire général des organisations internationales OECE puis OCDE.

## Biographie
Économiste de profession, il enseigne à l'université d'Aarhus (1938-1945) et à l'École de commerce de Copenhague (1947-1960). Il est Ministre des Finances du Danemark dans les gouvernements Knud Kristensen puis Erik Eriksen entre 1945 et 1953,.

## Publications
- The economic world balance. The economic world balance. (1960).
- The brain drain and development planning. No. 29. International Institute for Educational Planning, 1968.
- The food problem of developing countries. Organisation for Economic Cooperation and Development, 1968.
- Development in rich and poor countries: a general theory with statistical analyses. Praeger, 1974.